# Nederlands amateurvoetbalelftal
Het Nederlands amateurvoetbalelftal was de voetbalploeg die Nederland tussen 1956 en 2007 namens de KNVB vertegenwoordigde op amateurniveau. Tot 1984 speelde het elftal tevens de kwalificaties voor de Olympische Zomerspelen.

## Geschiedenis
Tot de invoering van het betaald voetbal in Nederland bestond het Nederlands voetbalelftal uit amateurs. In 1955 werd door de bond besloten tot instelling van het amateurelftal. De sectie amateurvoetbal was verdeeld over het amateurelftal en tot 1967 weigerde het sectiebestuur van de zaterdagamateurs, die een eigen elftal hadden, elke medewerking waardoor tot dan alleen met zondagamateurs gespeeld werd. Vanaf 1969 werd de samenwerking intensiever en kwam het tot één team. De zaterdagamateurs speelde nog tot in 1971 en stonden die gehele periode onder leiding van Evert Sterk. De eerste interland werd op 19 maart 1956 gespeeld in Maubeuge tegen Frankrijk (5-1 nederlaag).
Het elftal speelde tot 1984, toen een apart Nederlands olympisch voetbalelftal werd opgericht, de kwalificatiewedstrijden voor de Olympische Zomerspelen. Daarin was Nederland niet succesvol en geen enkele keer werd kwalificatie bewerkstelligd. In 1970 bereikte het team de finale van het Europees kampioenschap voor amateurelftallen. Daarin werd verloren van Spanje na een opnieuw gespeelde finale. De eerste wedstrijd was na verlenging gelijk geëindigd waarna de wedstrijd overgespeeld werd.
Verder speelde het amateurelftal enkel vriendschappelijke wedstrijden en toernooien, ook vaak tegen clubteams, jeugdselecties en teams die een regio vertegenwoordigden. Gemiddeld werden er twee wedstrijden per jaar gespeeld. In 2005 besloot de bond om het team om te vormen tot een soort 'laatste kans elftal' voor jonge spelers die nog de overstap naar de profs konden maken. Hierdoor werd de, niet helemaal harde, leeftijdsgrens van 23 jaar voor selectie gehanteerd. Op 7 mei 2007 bepaalde het bestuur van de sectie amateurvoetbal van de KNVB dat het elftal werd opgeheven. De wedstrijd op 14 maart 2007 in Dublin tegen Ierland (3-2 nederlaag) was de 190ste en laatste wedstrijd van het Nederlands amateurvoetbalelftal.

## Selectie spelers
Stanley Menzo, Theo van Duivenbode, Frans Bouwmeester, Pierre Kerkhoffs, Jan van Schijndel, Co Prins, Theo Laseroms, Jan Mulder, Thijs Libregts, René van de Kerkhof, Willy van de Kerkhof, John de Wolf, Bram Peper, Dick Jol, Henk ten Cate, Luc Nijholt, Cees Molenaar, Oebele Schokker, Anton Jongsma, Joey van den Berg, Istvan Bakx, Djimmie van Putten, John Schot, Stefan Toonen, Kevin Vink, Dustin Huisman, Bram van Polen, Henk Wisman, Gert Aandewiel, Henk Kiel, Johan Steur, Dik Herberts, Hans Herberts, Fred André, Sies Wever, Fred Bischot, Jaan de Graaf, Gert Abma

## Selectie bondscoaches
Ger Blok, Arie de Vroet, Siem Plooijer, Ron Groenewoud